# 水阳楼
水阳楼位于浙江省嘉兴市嘉善县西塘镇塘东街社区烧香港北街44号（北岸），建于民国年间。
水阳楼由封火墙、正屋和厢房构成，总占地面积85平方米，两层；南面设有河埠。
2010年6月7日，水阳楼被嘉善县文化旅游体育局公布为嘉善县文物保护单位。